# Julian Vargas
Julian Vargas (* 18. Dezember 2000) ist ein bolivianischer Leichtathlet, der sich auf den Sprint spezialisiert hat.

## Sportliche Laufbahn
Erste Erfahrungen bei internationalen Meisterschaften sammelte Julian Vargas im Jahr 2018, als er bei den Südamerikaspielen in Cochabamba mit 21,50 s in der ersten Runde im 200-Meter-Lauf ausschied. Zudem belegte er mit der bolivianischen 4-mal-100-Meter-Staffel in 40,46 s den sechsten Platz und erreichte mit der 4-mal-400-Meter-Staffel nach 3:17,49 min Rang vier. 2020 gewann er bei den erstmals ausgetragenen Hallensüdamerikameisterschaften in Cochabamba in 3:25,61 min die Goldmedaille mit der 4-mal-400-Meter-Staffel und belegte in 22,51 s den fünften Platz über 200 Meter. Im Jahr darauf stellte er mit 6,86 s einen neuen bolivianischen Landesrekord im 60-Meter-Lauf auf und schied Ende Mai mit 10,83 s in der ersten Runde über 100 Meter bei den Südamerikameisterschaften in Guayaquil aus und verpasste auch über 200 Meter mit 21,66 s den Finaleinzug. Mitte Oktober schied er dann auch bei den U23-Südamerikameisterschaften ebendort mit 10,78 s und 21,65 s jeweils in der Vorrunde über 100 und 200 Meter aus und im Dezember verpasste er bei den Panamerikanischen Juniorenspielen in Cali mit 10,76 s den Finaleinzug im 100-Meter-Lauf. 2022 klassierte er sich bei den Hallensüdamerikameisterschaften in Cochabamba mit 6,91 s auf dem sechsten Platz über 60 Meter. Im September schied er bei den U23-Südamerikameisterschaften in Cascavel mit 11,08 s und 22,17 s jeweils in der ersten Runde über 100 und 200 Meter aus. 2024 gelangte er bei den Hallensüdamerikameisterschaften in Cochabamba mit 6,83 s auf den fünften Platz über 60 Meter und im Jahr darauf belegte er bei den Hallensüdamerikameisterschaften ebendort in 6,84 s den siebten Platz.
2024 wurde Vargas bolivianischer Meister im 100- und 200-Meter-Lauf. Zudem wurde er 2021, 2023 und 2025 Hallenmeister über 60 Meter sowie 2025 auch über 200 Meter.

## Persönliche Bestzeiten
- 100 Meter: 10,55 s (+2,0 m/s), 25. April 2021 in Cochabamba
  - 60 Meter (Halle): 6,69 s, 8. Februar 2025 in Cochabamba (bolivianischer Rekord)
- 200 Meter: 21,23 s (+1,3 m/s), 24. April 2022 in Cochabamba
  - 200 Meter (Halle): 21,92 s, 5. Februar 2021 in Cochabamba